# 로버트 E. 하워드
로버트 어빈 하워드(Robert Ervin Howard, 1906년 1월 22일 ~ 1936년 6월 11일)는 다양한 장르의 펄프 픽션을 쓴 미국 작가이다. 그는 '야만인 코난(Conan the Barbarian)'이라는 캐릭터를 창조했으며, 소드 앤 소서리 하위 장르의 창시자로 여겨졌다.

하워드는 텍사스에서 태어나고 자랐다. 그는 대부분의 삶을 크로스 플레인스라는 마을에서 보냈으며, 인근의 브라운우드에서도 한동안 지냈다. 책을 좋아하고 지적인 아이였던 그는 권투의 열렬한 팬이었고, 결국 아마추어 권투를 시작했으며, 10대 후반에는 잠시 보디빌딩에도 몰두했다. 아홉 살 때부터 모험 소설 작가가 되기를 꿈꿨지만, 23세가 될 때까지는 큰 성공을 거두지 못했다. 이후 자살로 생을 마감한 30세까지 그의 작품들은 다양한 잡지, 저널, 신문에 실렸으며, 여러 하위 장르에서 뛰어난 실력을 보였다. 그의 가장 큰 성공은 사후에 이루어졌다.
1934년에 코난 소설 한 편이 출간 직전까지 갔지만, 하워드의 작품들은 그의 생전에는 한 번도 단행본으로 묶여 출판되지 않았다. 그의 주요 발표지는 '위어드 테일즈(Weird Tales)'였으며, 이곳에서 하워드는 야만인 코난을 창조했다. 코난과 다른 영웅들을 통해 하워드는 오늘날 '소드 앤 소서리'라 불리는 장르를 형성하는 데 기여했고, 수많은 모방작들을 낳으며 판타지 분야에 큰 영향을 끼쳤다. 하워드는 여전히 많은 독자층을 보유한 작가로, 그의 대표작들은 지금도 계속 재출간되고 있으며, 역대 판타지 작가 중 가장 많이 팔린 작가들 중 한 명으로 손꼽힌다.
하워드의 자살과 그를 둘러싼 정황은 그의 정신 건강에 대한 여러 추측을 낳았다. 그의 어머니는 평생 결핵을 앓고 있었으며, 혼수상태에 빠져 회복 가능성이 없다는 소식을 들은 하워드는 부엌 창문 밖에 주차된 자신의 차로 걸어가 운전석에 앉은 채 머리에 총을 쏘았다. 그는 그로부터 8시간 뒤 사망했다.

## 생애

### 어린 시절
하워드는 1906년 1월 22일, 텍사스 주 피스터(Peaster)에서 태어났다. 그는 시골을 떠돌며 일하던 의사 아이작 모데카이 하워드 박사(Dr. Isaac Mordecai Howard)와 그의 아내 헤스터 제인 어빈 하워드(Hester Jane Ervin Howard) 사이에서 태어난 외아들이었다.
그의 어린 시절은 텍사스의 다양한 소도시와 신흥 도시들을 전전하는 삶이었다. 그는 다음과 같은 도시들을 거쳐 자랐다: 다크 밸리(Dark Valley, 1906), 세미놀(Seminole, 1908), 브론티(Bronte, 1909), 포티트(Poteet , 1910), 오런(Oran, 1912), 위치타 폴스(Wichita Falls, 1913), 배그웰(Bagwell, 1913), 크로스 컷(Cross Cut, 1915), 그리고 버킷(Burkett, 1917).

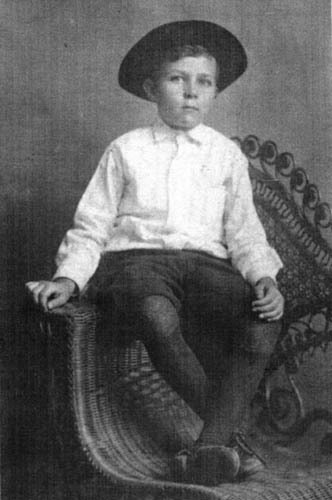
다섯 살 무렵의 로버트 E. 하워드(약 1911년경)

하워드가 어린 시절을 보내는 동안, 그의 부모의 관계는 점점 악화되기 시작했다. 하워드 가족은 재정적인 어려움을 겪었고, 아버지 아이작 하워드가 일확천금을 노리는 투자를 벌인 일이 이를 더욱 악화시켰을 가능성이 있다. 한편, 어머니 헤스터 하워드는 자신이 격에 맞지 않는 결혼을 했다고 느끼기 시작했고, 곧 부부는 공개적으로 다투는 사이가 되었다. 헤스터는 남편 아이작이 아들과 관계를 맺는 것을 원하지 않았으며, 그녀는 아들의 지적 성장에 매우 강한 영향을 끼쳤다.
헤스터는 젊은 시절 병든 친척들을 돌보다가 결핵에 감염되었으며, 시와 문학에 대한 깊은 사랑을 아들에게 심어주었다. 그녀는 매일 시를 낭송했고, 하워드가 글을 쓰는 일을 끊임없이 지지하고 격려했다.
하워드의 글에는 그 외에도 다양한 경험들이 녹아 있다. 그는 독서와 배움을 좋아했지만, 학교 생활은 답답하게 느껴 권위에 대한 반감을 키우게 되었다. 학교에서 겪은 괴롭힘과 그것에 맞서 싸운 경험은 세상에 악과 적이 만연하다는 인식을 심어주었고, 육체적 힘과 폭력의 가치를 배우게 했다.
지역 의사의 아들로서, 하워드는 농장과 유전에서 발생한 사고, 그리고 석유 호황과 함께 급증한 범죄의 영향으로 상처와 폭력의 현실을 자주 접하게 되었다. 총격전, 린치(Lynch), 가문 간의 싸움, 인디언 습격 등에 대한 생생한 이야기는 그만의 텍사스식 하드보일드 세계관을 형성하는 데 큰 역할을 했다.
그는 스포츠, 특히 권투에 강한 열정을 가졌다. 당시 권투는 미국에서 가장 인기 있는 스포츠였으며, 오늘날보다 훨씬 큰 문화적 영향력을 갖고 있었다. 제임스 J. 제프리스(James J. Jeffries), 잭 존슨(Jack Johnson), 밥 피츠시몬스(Bob Fitzsimmons), 이후의 잭 뎀프시(Jack Dempsey)같은 선수들이 어린 하워드에게 영감을 주었고, 그는 격렬하고 남성적인 싸움의 모든 형태를 사랑하게 되었다.

### 첫 글쓰기
글쓰기에 타고난 재능, 선생님들의 격려, 그리고 왕성한 독서 활동이 하워드에게 프로 작가가 되는 것에 대한 관심을 불러일으켰다. 9살 때부터 그는 글을 쓰기 시작했는데, 대부분이 바이킹이나 아랍인, 전투나 유혈사태를 중심으로 한 역사 소설이었다. 또 하워드는 훗날 자신의 작품에 영향을 미칠 작가들을 잇달아 발견했다. 잭 런던(Jack London)의 환생과 전생을 다룬 이야기, 특히 『별 방랑자(1915』. 러디어드 키플링(Rudyard Kipling)의 『아대륙 모험 이야기』, 토머스 불핀치(Thomas Bulfinch)가 수집한 고전 신화 이야기 등이 그것이다. 하워드는 친구들로부터 기억력이 비상하다는 평가를 받았으며, 긴 시를 한두 번 읽은 것만으로도 쉽게 외워버리는 능력으로 친구들을 놀라게 했다.

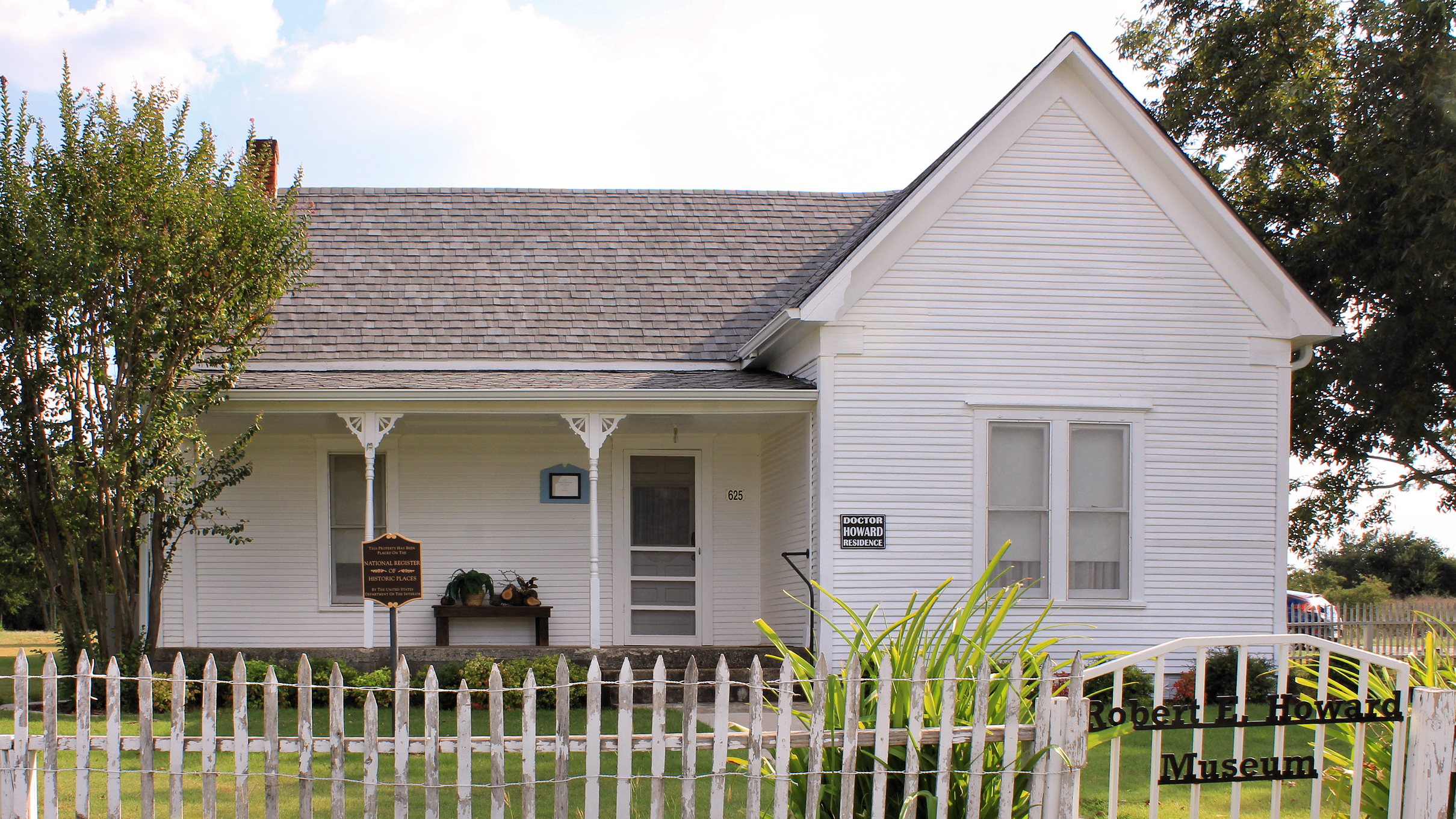
텍사스 주 크로스 플레인즈에 있는 로버트 E. 하워드 박물관

하워드가 열세 살이던 1919년, 아이작 하워드 박사는 가족을 텍사스 중부의 작은 마을 크로스 플레인즈로 이주시켰고 어린 하워드는 그곳에서 여생을 보내게 된다. 하워드의 아버지는 현금으로 집을 매수하여 대대적인 보수 작업을 진행했다. 같은 해, 아버지가 근처 대학에서 의학 수업을 듣는 동안 뉴올리언스의 도서관에 앉아 있던 하워드는 ‘픽트인(Picts)’이라 불리는 고대 스코틀랜드의 토착 문화에 대한 얼마 없는 역사적 진실과 풍부한 전설을 다룬 책을 발견한다.
1920년, 크로스 플레인즈 내의 베스탈 유정(油井)에서 석유가 발견되면서 크로스 플레인즈는 석유 호황을 맞이했다. 수천 명의 사람들이 부를 찾기 위해 마을로 몰려들었다. 새로운 사업체들이 우후죽순 생겨났고, 그에 따라 범죄율도 증가했다. 순식간에 크로스 플레인즈의 인구는 1,500명에서 10,000명으로 급격하게 늘어났고, 과잉 상태에 다다랐다. 혼잡한 교통으로 비포장도로가 파괴되고, 범죄 또한 폭발적으로 증가했지만, 크로스 플레인즈는 새롭게 얻은 부를 새로운 학교, 얼음 공장, 새로운 호텔 등의 공공시설을 개선하는 데 사용했다. 그러나 하워드는 이러한 호황을 싫어했고, 그와 함께 온 사람들을 경멸했다. 그는 어린 시절 잦은 이사의 원인이라고 할 수 있는 석유 호황에 대해 부정적인 인식을 가지고 있었고, 이러한 경향은 석유 호황이 마을에 미치는 영향을 보면서 더욱 악화되었다.
“석유 호황에 대해 한 가지 말해 두겠습니다. 그건 아이에게 인생이 정말 썩은 것이라는 걸 본인이 생각할 수 있는 그 어떤 것보다 더 빨리 가르쳐 줄 겁니다.”
열다섯 살에 하워드는 처음으로 펄프 잡지를 접하게 되었다. 그중에서도 '어드벤처(Adventure)' 잡지와 그곳의 인기 작가였던 탈버트 먼디(Talbot Mundy), 해럴드 램(Harold Lamb)의 글을 접한 하워드는 이후 몇 년 동안 자신의 작품에 등장할 다양한 캐릭터들을 창작하며 시간을 보냈다. 하워드는 곧 어드벤처, '아르고시(Argocy)' 같은 잡지사에 글을 투고하기 시작했다. 그러나 거절당하는 일이 잦았고, 자신에게 가르침을 줄 스승이나 이렇게 글을 써야 한다는 어떤 지침 같은 것도 없었기 때문에 스스로 독학하며 체계적으로 시장을 조사하고, 거기에 맞춰 자신의 이야기와 스타일을 조정했다.
1922년 가을, 하워드가 열여섯 살이 되던 해 그는 고등학교 3학년 과정을 마치기 위해 어머니와 함께 인근 도시 브라운우드의 하숙집으로 이사했다. 그곳에서 하워드는 처음으로 스포츠와 역사뿐만 아니라, 작문이나 시에도 관심을 가지는 친구들을 만나게 되었다. 그 중에서도 가장 중요한 인물인 테비스 클라이드 스미스(Tevis Clyde Smith)와 트루엣 빈슨(Truett Vinson)은 하워드만의 보헤미안적이고 문학적인 인생관을 공유했으며, 함께 아마추어 논문이나 잡지를 쓰고, 시, 또는 철학과 삶에 대한 실존주의적 사고가 담긴 긴 편지를 주고받으며 서로의 집필 활동을 격려했다. 또한 빈슨을 통해 하워드는 브라운우드 고등학교의 신문인 '더 태틀러(The Tattler)'를 소개받았는데, 그곳에서 하워드의 글이 처음으로 출판되었다. 그리고 1922년 12월호에는 하워드의 「황금빛 희망 크리스마스」, 「서쪽은 서쪽이다」 라는 두 편의 이야기가 실려 각각 금상과 은상을 수상했다.
1923년 5월, 하워드는 고등학교를 졸업하고 크로스 플레인즈로 돌아왔다. 고향으로 돌아온 그는 매일 참나무를 베어 장작을 만들고, 역기(力器)를 들고, 샌드백을 치거나 뛰는 등 자신이 계획한 운동 프로그램에 꾸준히 착수했고, 마침내 10대 시절의 마른 모습에서 근육질의 건장한 체격으로 성장하는 데 성공했다.

### 전문 작가

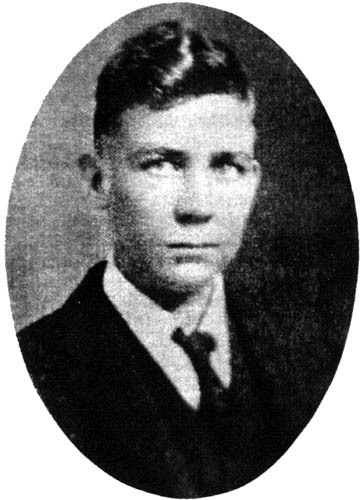
브라운 고등학교 3학년 시절의 로버트 E. 하워드(1923년)

하워드는 크로스 플레인즈 부근에서 온갖 잡일을 하며 10대 후반을 보냈지만, 그럼에도 그런 비정규적인 생산 활동의 모든 것을 싫어했다. 그는 1924년에 하워드 페인 대학교(Howard Payne College)에서 속기 과정을 이수하기 위해 브라운우드로 돌아왔는데, 이번에는 어머니 대신 친구 린지 타이슨(Lindsey Tyson)과 함께 기숙사 생활을 시작했다. 사실 하워드가 대학에서 듣고 싶었던 것은 문학 수업이었다. 하지만 어떤 이유에서인지 그럴 수 없었고, 그 이유에 대해 전기 작가인 마크 핀(Mark Finn)은 그의 아버지가 비직업적이고 비생산적인 교육에 학비를 부담하는 것을 거절했기 때문이라고 추측한다. 그리고 그해 추수감사절 주간, 몇 년간의 거절과 수락을 반복한 끝에 마침내  「창과 송곳니」라는 원시인에 관한 짧은 소설을 팔아 16달러의 수입을 얻고, 자신을 ‘위어드 테일즈’의 독자들에게 소개하는 데 성공한다.
작가로서의 경력을 쌓기 시작한 하워드는 학기 말에 대학을 중퇴하고 크로스 플레인즈로 돌아갔다. 얼마 지나지 않아 그는 자신의 또 다른 단편소설  「하이에나」가 다시 한 번 위어드 테일즈에 출판되었다는 소식을 듣게 되었다. 그 시기에 하워드는 자신의 첫 저서를 집필하기 위한 시도를 하고 있었는데, 잭 런던의 『마틴 에덴』을 모티브로 한 소설 『참나무와 거친 모래』는 자신이 모방한 것만큼이나 자유롭고 자전적인 형식의 책이었다. 소설의 완성도는 그다지 높지 않았고 그마저도 저자의 사후에 출판되었지만, 그 속에 담긴 하워드 개인에 대한 사적인 정보로 인해 그를 연구하는 학자들의 관심을 끌게 되었다. 작품 속에서 작가의 페르소나는 '스티브 코스티건(Steve Costigan)'이라는 인물로, 로버트 E. 하워드는 훗날 이 이름을 자주 사용하게 된다. 소설 『참나무와 거친 모래』 는 이미 1928년에 완성되었지만, 로버트 E. 하워드의 죽음 이후 꽤 오랜 시간이 지나서야 출간되었다.
이 시기 하워드는 돈이 없었기 때문에 위어드 테일즈가 대신 원고료를 지불하고 있었다. 이 문제를 해결하기 위해 그는 지역 신문인 크로스 플레인즈 리뷰(Cross Plains Review)에서 칼럼당 5달러를 받고 석유 관련 기사를 쓰는 일을 맡게 되었다. 1925년 7월이 되어서야 처음으로 인쇄된 자신의 기사에 대한 보수를 받을 수 있었지만, 그해 신문사에서 해고되었다. 하워드는 다시 한 달간 우체국에서 일한 뒤 저임금을 사유로 그만두었다. 그리고 다음 직장인 ‘크로스 플레인즈 천연가스 회사’ 역시 하워드가 상사에게 복종하는 것을 거부했기 때문에 오래가지 못했다. 결국 그는 석유 회사에서 속기 일을 하기 전까지 한동안 측량사 밑에서 막노동을 하며 돈을 벌었다.
하워드는 친구 테비스 클라이드 스미스와 함께 시 쓰기에 몰두하여 적어도 수백 편의 시를 썼고, 또 수십 편의 시를 위어드 테일즈와 시와 관련된 여러 저널에 발표했다. 그러나 부진한 성적과 더불어 상당수의 출판사가 자신의 작품을 꺼려하자, 결국 시를 쓰는 것이 자신이 감당할 수 없는 사치라고 판단, 1930년 이후에는 시를 거의 쓰지 않았고 그 대신 단편소설이나 보다 더 많은 수입을 올릴 수 있는 시장에 전념했다. 그러나 이 시절의 수련 덕분에 하워드의 이야기는 점점 더 최면적이고 몽환적인 이미지로 가득 찬 산문시의 형태를 띠게 되었고, 이는 당시 대부분의 펄프 픽션에서는 찾아볼 수 없는 힘을 가지고 있었다.
이후 위어드 테일즈에 하워드의 글이 실리는 일은 간헐적이었지만 동시에 고무적이었고, 얼마 지나지 않아 하워드는 이 잡지의 단골 작가로 등극하게 되었다. 그가 처음으로 표지를 장식한 작품은 늑대인간에 관한 단편소설  「늑대머리」로, 그가 겨우 스무 살이었을 때 출판된 작품이다. 그러나 위어드 테일즈에 게재된 이 소설을 읽고 스스로의 글에 실망한 하워드는, 속기사 일을 그만두고 로버트슨의 약국에서 일하게 된다. 하워드는 이곳에서 주급 80달러를 받으며 탄산음료 판매 책임자의 자리까지 올랐지만 성격상 그 직업 자체를 싫어했고, 매일 장시간 근무를 소화해야했던 탓에 결국 병에 걸리고 말았다. 하워드는 약국에서 친해진 유전 노동자가 소개해 준 ‘니브 얼음집(Neeb Ice House)’이라는 곳에서 술을 마시며, 휴식을 취했고, 종종 권투 경기에 참가했다. 이 경기들은 곧 그의 삶에서 중요한 부분이 되었고, 권투와 글쓰기는 그의 좌절감과 분노를 해소하는 출구로써 작용했다.

### 소드 앤 소서리

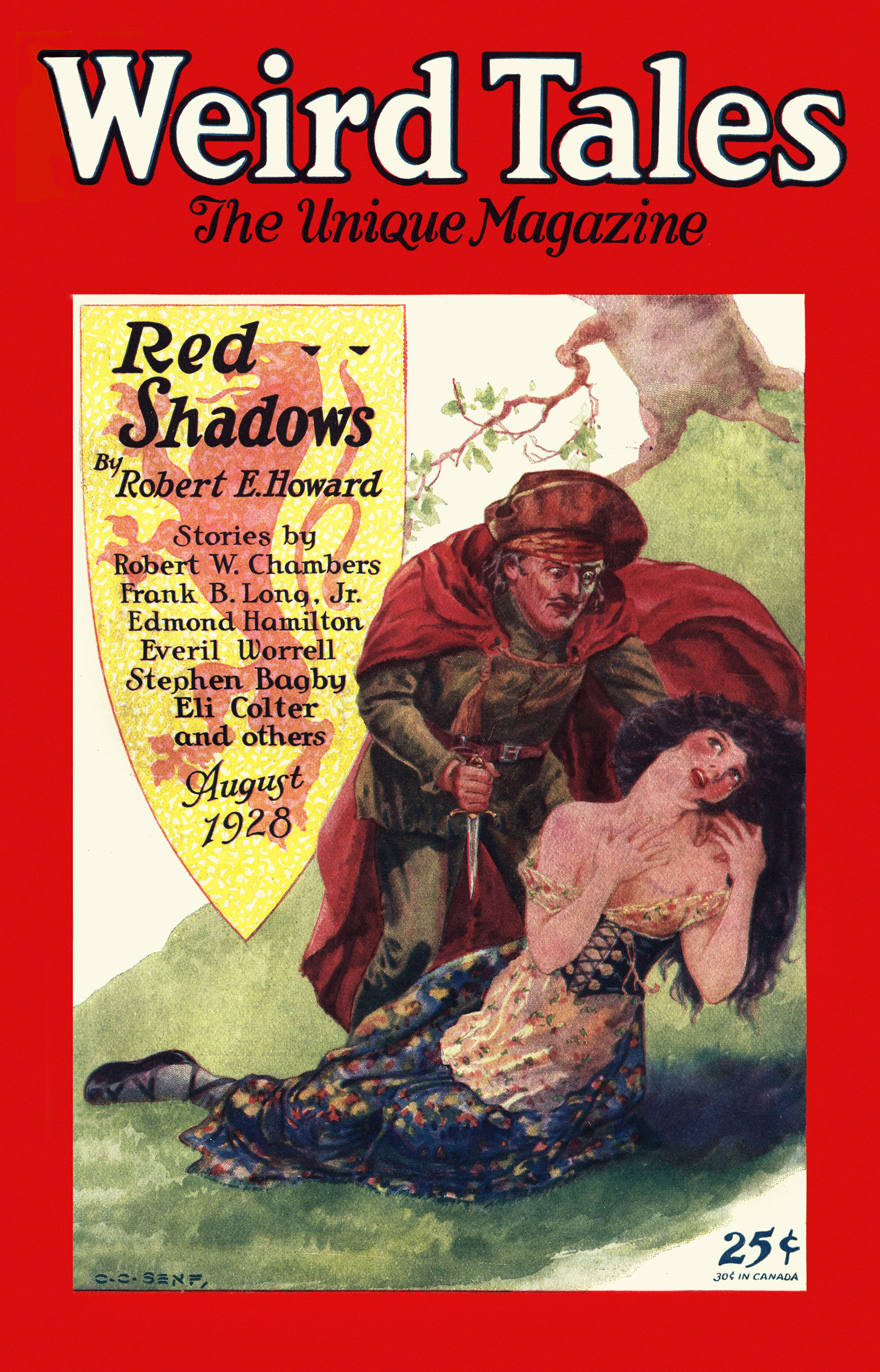
위어드 테일즈(1928년 7월 호)에 솔로몬 케인의 첫 번째 이야기인 「붉은 그림자」가 실려있다.

1926년 8월, 하워드는 고된 약국 일을 그만두고 9월에 브라운우드로 돌아와 회계 전공을 이수했다. 사실 8월부터 하워드는 자신의 생애에서 가장 중요한 작품 중 하나라고 할 수 있는 「그림자 왕국」을 집필하고 있었는데, 이는 훗날 그의 대표작으로 탄생하는 〈코난 사가〉의 전신(前身)이 된다고 할 수 있는 작업이었다. 또 대학에 있는 동안 하워드는 '더 옐로우 재킷(The Yellow Jacket)'이라는 학교 신문에 글을 올리기도 했는데, 이 신문에 실린 단편소설 중 하나는 「큐피드 vs. 폴룩스」라는 코미디로, 현존하는 하워드의 권투 소설 중 가장 오래된 작품이다. 이 유쾌한 단편소설은 1인칭 시점에서 전개되며, 하워드(소설에서는 스티브)와 그의 친구인 린지 타이슨(소설에서는 스파이크)이 시합을 위해 훈련하는 과정을 장난스러운 모습으로 담고 있는 전형적인 허풍담이다. 이 소설과 그에 사용된 여러가지 요소들은 향후 그의 문학적인 미래에도 중요한 역할을 하게 된다.
1927년 5월, 홍역 때문에 집으로 돌아온 하워드는 재수강 후 시험에 합격했다. 8월에 있을 졸업식을 기다리는 동안 그는 기타 사정으로 인해 미루고 있던 작문 활동을 재개한다. 개중에는 「그림자 왕국」의 재집필 작업도 포함되어 있었고, 8월에 글을 완성한 하워드는 9월이 되자 위어드 테일즈에 원고를 제출한다. 이 소설은 애드거 앨런 포(Edgar Allan Poe), A. 메리트(A. Merritt), H. P. 러브크래프트(H. P. Lovecraft) 등의 유명 작가들이 정의한 기묘한 이야기(Wired Tales)’에 대한 전체적인 개념을 아우르는 실험작으로, 판타지와 공포, 신화 등의 요소를 사극 로맨스, 액션, 검술 등의 장르와 혼합하여 결과적으론 ‘검과 마법(Sword and Socery)’이라는 이름으로 알려지게 된, 결코 이전에는 찾아볼 수 없었던 새로운 스타일의 작품이었다. 야만인 코난(Conan The Barbarian)의 전신인 쿨(Kull)을 주인공으로 하는 이 단편소설은 1929년 8월에 위어드 테일즈에 게재되어 독자들로부터 열렬한 지지와 찬사를 받았다. 편집자 팬스워드 라이트는 100달러를 주고  「그림자 왕국」의 판권을 사들였는데, 이는 당시 하워드가 작품 하나로 번 가장 많은 금액이었다. 이후 몇 편의 쿨 관련 작품이 더 발표되었지만, 단 두 편을 제외한 모든 이야기가 거절당했고 결국 하워드는 이 시리즈를 계속하는 것을 그만두었다.

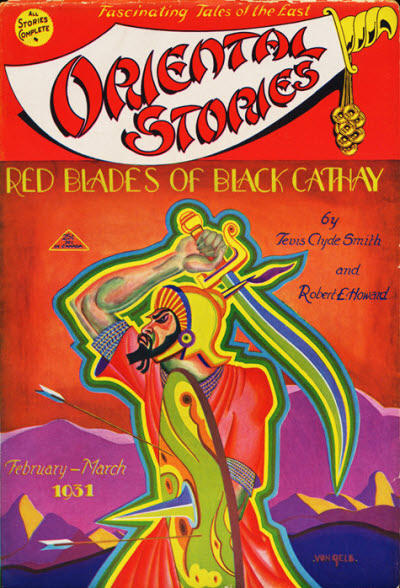
오리엔탈 스토리즈(1931년 2~3월 호)에 로버트 E. 하워드와 그의 친구 테비스 클라이드 스미스가 공동 집필한 「검은 중국의 붉은 칼날」이 실려있다.

- 로버트 하워드에 대한 자세한 이야기
- Robert E. Howard United Press Association하워

## 같이 보기
- 렙틸리언